# Università dell'Ovest Vasile Goldiș
L'Universitatea de Vest Vasile Goldiș (UVVG) è un'università privata con sede nella città di Arad e intitolata a Vasile Goldiș.

## Storia
L'ateneo fu fondato nel 1990. Il 14 dicembre 2020, l'Università ha inaugurato un ufficio di rappresentanza e orientamento in Italia.

## Struttura
L'università è organizzata in sei facoltà:
- Economia, informatica e ingegneria
- Farmacia
- Giurisprudenza
- Medicina
- Odontoiatria
- Scienze sociali e umanistiche, educazione fisica e sport

## Rettori
- Coralia Adina Cotoraci